# كيفن ويليام باردن
كيفن ويليام باردن (بالإنجليزية: Kevin William Barden) هو كاهن كاثوليكي أيرلندي، ولد في 3 يونيو 1908 في دبلن في جمهورية أيرلندا، وتوفي في 4 ديسمبر 2004 في Raheny ‏ في جمهورية أيرلندا.